# جاستن غاتلين
جاستن غاتلين (مواليد 10 فبراير 1982) هو عداء أمريكي متخصص في سباقات 60 متر، 100 متر و200 متر.حصل على الميدالية الذهبية في أولمبياد 2004 في سباق 100 متر.